# Merkelbach (Vellberg)
Merkelbach ist ein Weiler im namengebenden Ortsteil der Kleinstadt Vellberg im Landkreis Schwäbisch Hall im Nordosten Baden-Württembergs.

## Geographie
Merkelbach liegt links des Lanzenbachs auf etwa 371 m ü. NHN in dessen flacher Talflur, die am Ortsrand von einem kürzeren anonymen Auengraben und dem nur 300 Meter langen Merkelbach zum Bach hin entwässert wird. Der landwirtschaftlich geprägte Weiler mit nur vier Hausnummern und einigen Nebengebäuden ist teilweise umgeben von einem Weichbild aus Obstwiesen und hofnahen Weiden. Über dem linken Talhang im Südosten erhebt sich der Westausläufer Hammerberg des bewaldeten und bis über 505 m ü. NHN hohen Hahnenbergs, über dem heideartigen rechten im Nordwesten die zunächst nur 420 m ü. NHN hohe beackerte Hochebene des Schlegelsbergs. Talabwärts beginnt nach etwa einem halben Kilometer das Eschenauer Kalkschotterwerk.
Der Ort liegt an der K 2619, die von Untersontheim in der Nachbargemeinde Obersontheim im Süden kommend nach ihrer Bachbrücke in die Vellberg mit Gründelhardt verbindende L 1064 mündet. An dieser liegt, weniger als einen Kilometer nordöstlich, der einzige andere Weiler Schneckenweiler von Vellberg in diesem Tal, auf Vellberg zu Westnordwesten zu läuft sie zunächst jenseits einer kleinen Talsteige durch den knapp einen Kilometer entfernten Weiler Eschenau von Vellberg. Nächstes Dorf im Südwesten ist das schon genannte Untersontheim, das hinter den Bergen etwa zwei Kilometer weit ab liegt. (Alle Entfernungen in Luftlinie).

## Geschichte
1366 erwarb die Kirchenpflege der Stöckenburg die Gefälle für den Ort von einem Heinz von Swelbronn. Die Stadt Hall gab 1580 hier im Tausch zwei Höfe an Konrad von Vellberg, die sie nach dessen Tod und dem Aussterben dieses Geschlechts 1595 wieder erwarb. 1847 hatte der Ort 34 Einwohner.
Seit 1802/03 gehörte Merkelbach zur damaligen Gemeinde Unter-Sontheim. Als Anhang von deren Teilgemeinde Eschenau kam es 1875 zu Vellberg. Doch bis zum 1. April 1938 besuchten die Merkelbacher Kinder noch die Untersontheimer Schule und der Ort gehörte noch zur dortigen evangelischen Kirchengemeinde. Wasserleitungsanschluss im Jahre 1939, Kläranlagenanschluss erst 1997. Der Weiler hat heute 26 Bewohner und es gibt sogar eine kleine Gaststätte.